# Акташский район
Акташский район (тат. Акташ районы) — упразднённая административно-территориальная единица Татарской АССР, существовавшая с 1930 по 1959 год. Административный центр — село Акташ.

## История
Акташский район был образован 10 августа 1930 года при упразднении Челнинского кантона.
По данным 1934 года имел статус русского национального района.
19 февраля 1944 года часть территории Акташского района была передана в новый Ямашинский район
7 декабря 1956 года к Акташскому району была присоединена часть территории упразднённого Ямашинского района.
26 марта 1959 года район был ликвидирован, а его территория вошла в состав Альметьевского, Заинского, Первомайского и Сармановского районов.

## Административное деление
На 1 января 1948 года район включал в свой состав 19 сельсоветов: Аппаковский, Бутинский, Бухарайский, Верхне-Акташский, Дербеденский, Зай-Чишминский, Ильтень-Бутинский, Кара Елгинский, Кичуйский, Нагорновский, Ново-Мавринский, Ново-Никольский, Ново-Спасский, Русско-Акташский, Савалеевский, Старо-Еланский, Старо-Мавринский, Урсаевский, Ямашский. Территория района составляла 1083 кв.км.